# Pitcairnia aurea
Pitcairnia aurea är en gräsväxtart som beskrevs av Henry Hurd Rusby och Lyman Bradford Smith. Pitcairnia aurea ingår i släktet Pitcairnia och familjen Bromeliaceae. Inga underarter finns listade i Catalogue of Life.